# Dino Ferrari
Alfredo Ferrari, detto Dino (Modena, 19 gennaio 1932 – Modena, 30 giugno 1956), è stato un ingegnere e progettista italiano.

## Biografia
Fu l'unico figlio di Enzo Ferrari (1898-1988), fondatore dell'omonima casa automobilistica, e di sua moglie Laura Garello (1900-1978). Venne chiamato Alfredo e soprannominato Dino (diminutivo di Alfredino) in quanto la tradizione di famiglia voleva che tutti i primogeniti maschi con il cognome Ferrari portassero tale nome e ricevessero tale soprannome: si chiamavano Alfredo Ferrari ed erano soprannominati Dino anche suo zio, fratello maggiore del padre Enzo, e suo nonno paterno. Era fratellastro di Piero Ferrari, nato nel 1945 dalla relazione extra-coniugale di Enzo Ferrari con Lina Lardi (1911-2006); i due figli del Drake non si incontrarono mai di persona.
Studiò nella natia Modena all'Istituto Professionale Statale F. Corni, frequentò dei corsi di ingegneria in Svizzera, poi si iscrisse a Giurisprudenza all'Università di Bologna, frequentando un solo anno.
A Dino Ferrari è stata attribuita la progettazione del celebre motore V6 di 1.986 cc ideato per la partecipazione della Scuderia Ferrari alle gare di Formula 2. Questo propulsore aveva una peculiarità: era un V6 che possedeva l'angolo tra le due bancate di 65°. Fu progettato e realizzato con questa caratteristica per limitare gli ingombri. Fu sviluppato poi in diverse cilindrate.

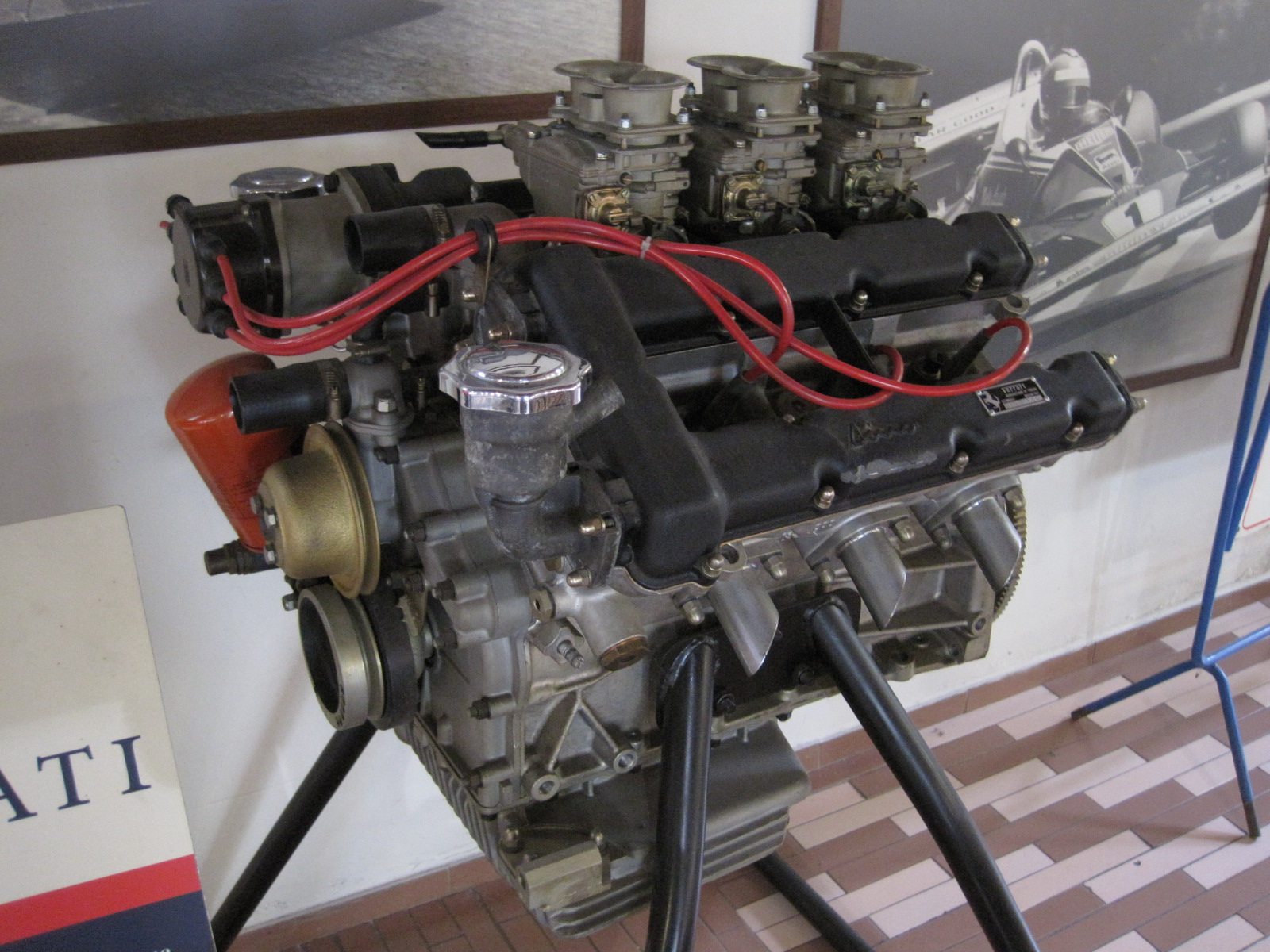
Il motore V6 "Dino"

Era affetto dalla distrofia di Duchenne, malattia che lo stroncò a Milano il 30 giugno 1956, all'età di 24 anni. In sua memoria, nel 1965 venne creato il marchio automobilistico Dino, utilizzato da Ferrari e FIAT fino al 1980. Nel 1979 venne disputato il Gran Premio Dino Ferrari sul circuito di Imola che, dal 1970, era stato denominato "Autodromo Dino Ferrari" e dal 1988, alla morte del padre, è stato rinominato Autodromo Enzo e Dino Ferrari. Sempre in memoria del figlio, nel 1981 Enzo Ferrari si adoperò per fondare il Centro Dino Ferrari, una struttura medica dell'Università di Milano, specializzata nella cura e nella ricerca scientifica inerenti alla distrofia muscolare.